# Beatriu (reina consort de Lleó i Castella)
Beatriu   (1075 (Gregorià) - Després de 1110), identificada per alguns autors com Beatriu de Poitiers, va ser la reina consort de Lleó i Castella de 1108 a 1109, cinquena i darrera muller d'Alfons VI.
Generalment s'ha considerat desconegut l'origen i filiació de la reina. Era estrangera, atès que, segons la crònica del bisbe Pelayo, el 1109 va tornar al seu país, mentre que el bisbe Rodrigo Jiménez de Rada, afirma que era «ex partibus Gallicanis», és a dir, francesa. Aquesta darrera notícia és tardana i va passar a la Crónica General, però possiblement és encertada, atesa la trajectòria matrimonial del rei Alfons. Segons Gambra, Beatriu hauria estat natural de Borgonya i hauria estat introduïda a la cort lleonesa per l'abat de Cluny.
L'historiador i genealogista Jaime de Salazar defensa que es tracta de Beatriu de Poitiers, filla de Guillem VIII d'Aquitània i d'Hildegarda de Borgonya; basa la seva teoria en el fet que el cronista Orderic Vitalis afirma que el comte del Maine, Elies de la Fleche, es va casar el 1110 amb Agnès, muller «relicta» –adjectiu que s'emprava sovint amb les vídues– del rei Alfons de Galícia. D'acord amb la cronologia, l'única candidata possible era la vídua d'Alfons VI, i suposa que el cronista va errar en escriure el nom de la desposada, fet habitual en les cròniques medievals. A més cobraria sentit, atès que la reina vídua va tornar a la seva pàtria. Aquesta opinió és també compartida per l'historiador Gonzalo Martínez.
Quant al matrimoni amb Alfons VI, es va produir el 1108, segurament els primers mesos de l'any. Els motius del matrimoni es desconeixen, atès que el rei ja tenia seixanta anys i es trobava greument malalt; hom apunta la necessitat de successió masculina, tanmateix, el rei tenia un hereu, l'infant Sanç, que fet va morir en la batalla d'Uclés quan el casament s'havia produït. Apareix documentada per primera vegada el 28 de maig de 1108 en un document procedent de la catedral d'Astorga. És el primer indici de la seva presència a la cort, a banda d'altres diplomes privats. Amb tot, la reina no apareix en l'únic diploma reial d'aquesta etapa final del regnat d'Alfons VI.